# Stadtbrand von Volkach 1804
Der Stadtbrand von Volkach im Juni 1804 zerstörte über 120 Gebäude im Nordosten der Volkacher Altstadt im damaligen Kurpfalz-Bayern und gilt als eine der schwersten Brandkatastrophen Mainfrankens vor dem Zweiten Weltkrieg. Der Brand führte zu einer Welle der Hilfsbereitschaft in der näheren und weiteren Umgebung. Die Stadt veränderte in den folgenden Jahren durch den Wiederaufbau ihr Erscheinungsbild nachhaltig.

## Brandursachen und Entstehung
Die Entstehung des Stadtbrandes hatte mehrere Ursachen. Bis zur Professionalisierung der Brandbekämpfung in der Mitte des 19. Jahrhunderts waren große Brände in den mittelalterlichen Altstädten Frankens an der Tagesordnung, weil die enge Bebauung innerhalb der Stadtmauern das Übergreifen eines Hausfeuers erleichterte. In Volkach siedelten im Nordosten der Stadt traditionell die ärmeren Häcker und Tagelöhner mit ihren Familien. Zumeist bestanden eingeschossige Häuser, die noch ganz aus Holz bestanden oder in Fachwerkbauweise errichtet worden waren (Häckerhaus).
Die kleinen Grundstücke in diesem Stadtteil waren zudem stark überbaut worden, weil Volkach an der Wende zum 19. Jahrhundert einigen Zuzug erfahren hatte. Enge Gassen ermöglichten dem Feuer, auch auf die gegenüberliegenden Straßenzüge überzugreifen. Dazu trug auch die Holz-Stroh-Deckung der meisten Baulichkeiten bei. Eindämmende Maßnahmen gegen das Feuer waren ebenfalls nicht schnell möglich, weil sich die meisten Bewohner des Viertels am 23. Juni 1804 in den zu den Grundstücken gehörigen Weinbergen in der Umgebung der Stadt befanden.
Die genaue Ursache für den Brand ist unklar und wird in den Quellen nicht genannt. Ein Blitzeinschlag ist unwahrscheinlich, ebenso Brandstiftung, sodass wohl ein Unfall den Brand auslöste. Als Brandherd machten spätere Kommissionen das heutige Grundstück Storchgasse 16/Ecke Kreuzgasse aus, das vor dem Brand das Haus 159 umfasste und später mit der Hausnummer 211 benannt wurde. Zwar hatte man in der Stadt bereits seit dem Spätmittelalter für Feuerordnungen gesorgt, allerdings waren die Gemeindebevollmächtigten und die Bevölkerung auf einen Brand nur unzureichend vorbereitet.

## Verlauf
Nachdem das Feuer am 23. Juni schnell vom Brandherd in Richtung Osten und Süden auf die angrenzenden Grundstücke übersprang, begann die Brandbekämpfung, die aufgrund des nur unzureichend vorhandenen Löschwassers lediglich darin bestand, das Feuer von weiterem Überspringen abzuhalten. Jeder Bürger hatte einen Feuereimer voller Wasser in seinem Haus für diesen Notfall bereitzuhalten. Allerdings standen 1804 nur 86 intakte Eimer zur Verfügung. Zusätzlich hatte man an neuralgischen Punkten entlang der Stadtmauer mehrere Kufen und Fässer mit Wasser aufgestellt, die nun ebenfalls herangezogen wurden.
Das meiste Löschwasser innerhalb der Stadt wurde am Marktbrunnen vor dem Rathaus aufbewahrt, wo zwei Kufen bestanden. Um das Wasser zum Brandherd zu schaffen, besaß die Stadt allerdings nur wenige und schlechte Gefäße, kaum Schläuche und Feuerleitern. Die Stadt hatte zwar 1791 die Anschaffung einer Feuerspritze organisiert, allerdings verzichtete man ein Jahr später auf den Kauf einer zweiten, obwohl durch den Verkauf der Herrenmühle im Nordosten der Stadt genügend Geld zur Verfügung stand.
Das Feuer breitete sich in den nächsten Tagen immer weiter über die nordöstliche Altstadt aus. Neben der Kreuzgasse und der Storchengasse waren auch die heutige Sackgasse, der östliche Teil der Weinstraße, der Gänseplatz, die Höfleinsgasse und die späteren Zwingergassen vom Feuer betroffen. Lediglich die Windstille verhinderte, dass der Brand auch auf die Häuser südlich der heutigen Spitalstraße übergriff. Erst am 29. Juni 1804 konnte der Brand gelöscht werden, wobei man inzwischen auch Feuerspritzen aus Würzburg und Schweinfurt herangeschafft hatte.

## Folgen

### Sofortmaßnahmen
Die unmittelbaren Folgen der Brandkatastrophe waren über 120 zerstörte Gebäude zwischen Storchengasse und Spitalstraße. Die Zahl der Todesopfer und Verletzten ist unbekannt. Um die Erstversorgung der Geschädigten des Brandes kümmerte sich der Arzt Dr. Heßler. Am 30. Juni sandten die Verantwortlichen die Feuerspritze nach Würzburg zurück. Die nun obdachlosen Bewohner Volkachs wurden zunächst in Privathäusern, im Spital und in der 1803 säkularisierten Kartause Astheim auf der gegenüberliegenden Mainseite untergebracht.
Zunächst entsprach das Vorgehen nach dem Brand den üblichen Konventionen nach solchen Katastrophen. Der Bürgermeister Volkachs, Ludwig Meisner, verfasste einen „Brandbrief“, in dem er um Unterstützung für die Geschädigten bat. Mit diesem Papier sollten die Brandopfer durch die Umgebung gehen und um Geld, Kleidung und Lebensmittel betteln. Diese Praxis wurde allerdings schnell von der kurfürstlichen Regierung untersagt. Stattdessen ordnete der kurbayerische Staat sofortige Hilfen an.
Am 27. Juli 1804 erging eine kurfürstliche Weisung. Danach sollten den Volkachern 3000 Gulden an „Soforthilfen“ aus dem „höchsten Aerar“, also der persönlichen Schatulle des Fürsten zukommen. Zusätzlich wurden die Pfarrer des Bistums Würzburg aufgefordert, in Kanzelreden zu einer Sammlung aufzurufen. Zusammen mit den jeweiligen Orts-Armencommissionen zog man von Haus zu Haus, um Geld und Naturalien zu sammeln. Diese sollten dann in versiegelten Paketen durch den Amtsboten nach Volkach gebracht werden.
Der Aufruf zur Mildtätigkeit über die kirchlichen Stellen wurde ein voller Erfolg. Zwischen dem 30. Juli 1804 und dem 4. September 1805 kamen Spenden von insgesamt 4048 Gulden zusammen. Neben dem Kernraum des ehemaligen Hochstifts Würzburg sandten auch Orte außerhalb des Fürstentums Hilfsmittel nach Volkach. Unter anderem gelangte Unterstützung aus Ansbach, Bamberg und Eisenach in die Stadt. Unter den Naturalien ragten die 91 Malter Korn ebenso hervor, wie die 667 Brote. Als größte Einzelspender traten der ehemalige Fürstbischof Georg Karl von Fechenbach mit 150 Gulden ebenso, wie der emeritierte Abt von Ebrach, Eugen Montag, mit 1000 Gulden hervor. 600 Gulden brachte die Stifterin Anna Justina Hartmann aus Volkach auf. 
Der Generalkommissär für die beiden neuen bayerischen Landesteile Bamberg und Würzburg, Friedrich Karl von Thürheim, organisierte gleichzeitig die weitere Soforthilfe für die Geschädigten. Er teilte die Familien in drei Klassen ein. Insgesamt 61 Familien erhielten 45 Gulden Soforthilfe, 19 Familien jeweils 30 Gulden und für elf Familien waren 15 Gulden vorgesehen. Die Stadt übernahm die Speisung der Helfer des Brandes und versorgte auch die Opfer in den örtlichen Gasthäusern mit Speisen. Hierdurch entstanden bis 1805 Kosten in Höhe von 600 Gulden.
Nachdem zunächst die Landkommission Gerolzhofen das Wegschaffen des Schutts übernommen hatte, wobei die Volkacher hierzu lediglich sechs Wägen und mehrere Handfröner stellen konnten, begann die Schadensinspektion. Eine kurfürstliche Regierungskommission inspizierte zunächst am 1. Juli die Schäden und begutachtete in einer ausführlichen Ortsbegehung zwischen dem 29. August und dem 1. September die Zerstörungen jedes einzelnen Hauses. Dabei stand der geplante Wiederaufbau der nordöstlichen Altstadt bereits fest.

### Wiederaufbau

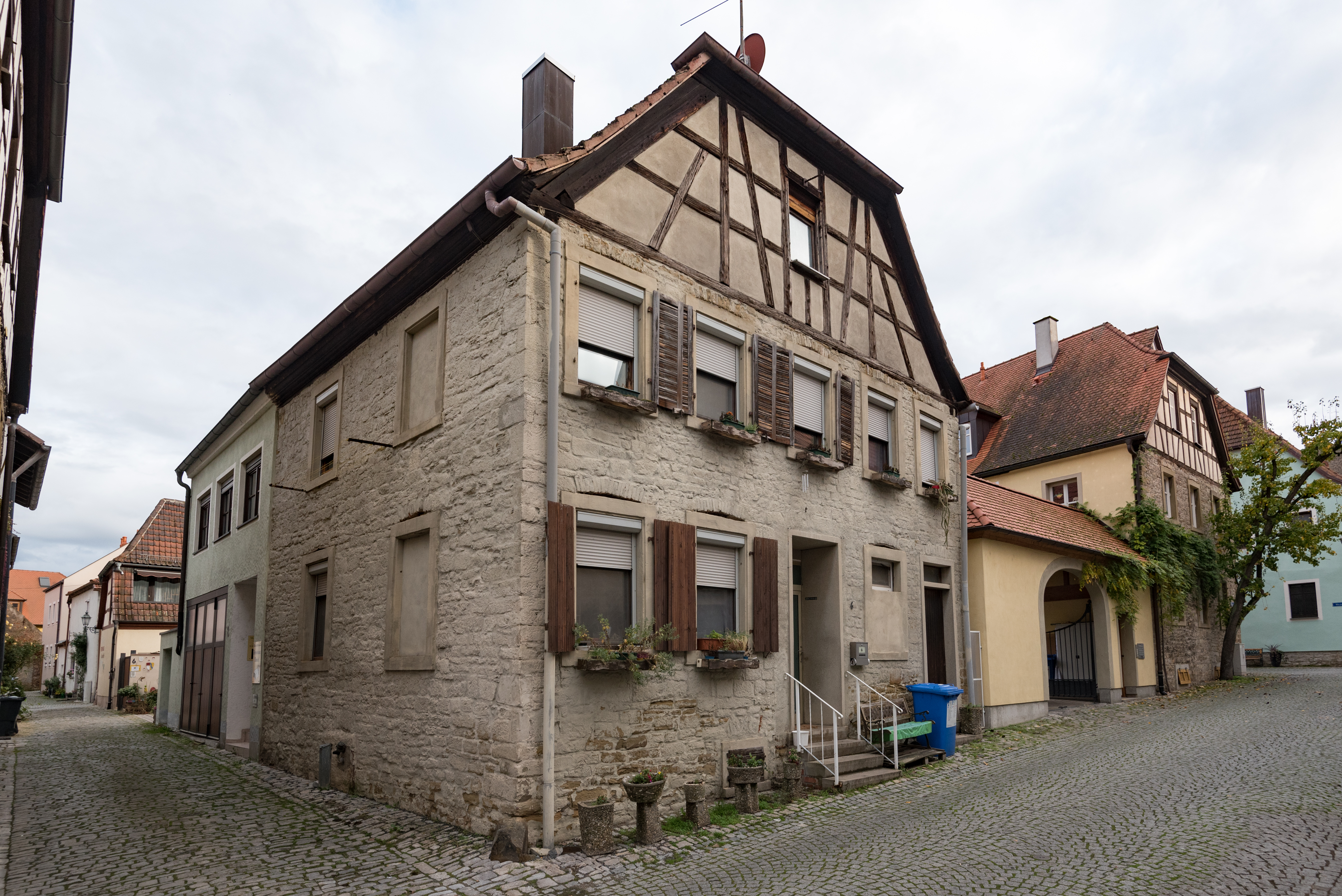
Das nach den Plänen errichtete Haus Kreuzgasse 6 und die benachbarten Bauten

Einen ersten konkreten Plan für den Wiederaufbau entwarfen die Verantwortlichen noch im Jahr 1804. Damals entstand ein „Geometrischer Grundriß über sämtliche in dem fürstl. fränkischen Landstädtchen Volkach durch Feuersbrunst verunglückten Gebäudlichkeiten“, der vom Baumeister Adam Joseph Sorger gezeichnet wurde und heute im Museum Barockscheune in Volkach ausgestellt wird. Unklar ist allerdings, ob der Plan bereits einen Entwurf zeigte oder lediglich die Zerstörungen des Feuers nachzeichnete.
Am 7. September 1804 ergingen bereits Instruktionen an die Bauhandwerker, um den Wiederaufbau voranzutreiben. Die Regierung hatte mehrere Vorgaben gesetzt, um die neuen Häuser feuersicherer zu machen. Danach durften die Pläne für die neuen Häuser nur von einem Architekten gezeichnet werden, die Bauausführung lag in den Händen des Maurermeisters Zier und des Zimmerers Manger aus Volkach. Bereits am 14. Oktober 1804 rügte die eingesetzte Kommission den „großen Pfusch“ beim Wiederaufbau, weil wohl auch weniger geeignete Handwerker eingesetzt wurden.
Durch die Zentralisierung des Wiederaufbaus erfolgte eine Grund- und Aufrissveränderung im verwüsteten Stadtteil. Man begradigte und vereinheitlichte die Straßen- und Häuserfronten in der nordöstlichen Altstadt und reduzierte die Überbauung der einzelnen Grundstücke. Zeitgleich begann nun auch in diesem Stadtteil die Bebauung der Zwinger. Besonders bedeutsam war, dass jedes Haus in Massivbauweise errichtet werden musste und lediglich das Dachgeschoss Fachwerk aufweisen konnte. Zugleich mussten die Fenster in einer Front liegen.
Der Feuerschutz war auch anhand der Ausstattung ablesbar. So verbot man Holzrahmungen für die Fenster, sodass vor allem Sandsteinfensterrahmungen entstanden. Die besonders feueranfälligen Küchen wurden geplattet, man zog Brandmauern ein und errichtete feuerfeste Schlote, Dörren, Herde und Waschkessel. Die einzelnen Vorgaben reichten von der Festlegung der Stockwerkshöhe, der Größen von Fenstern und Türen. Baulichkeiten aus der Zeit nach dem Brand sind heute noch vor allem in der Kreuzgasse zu finden.

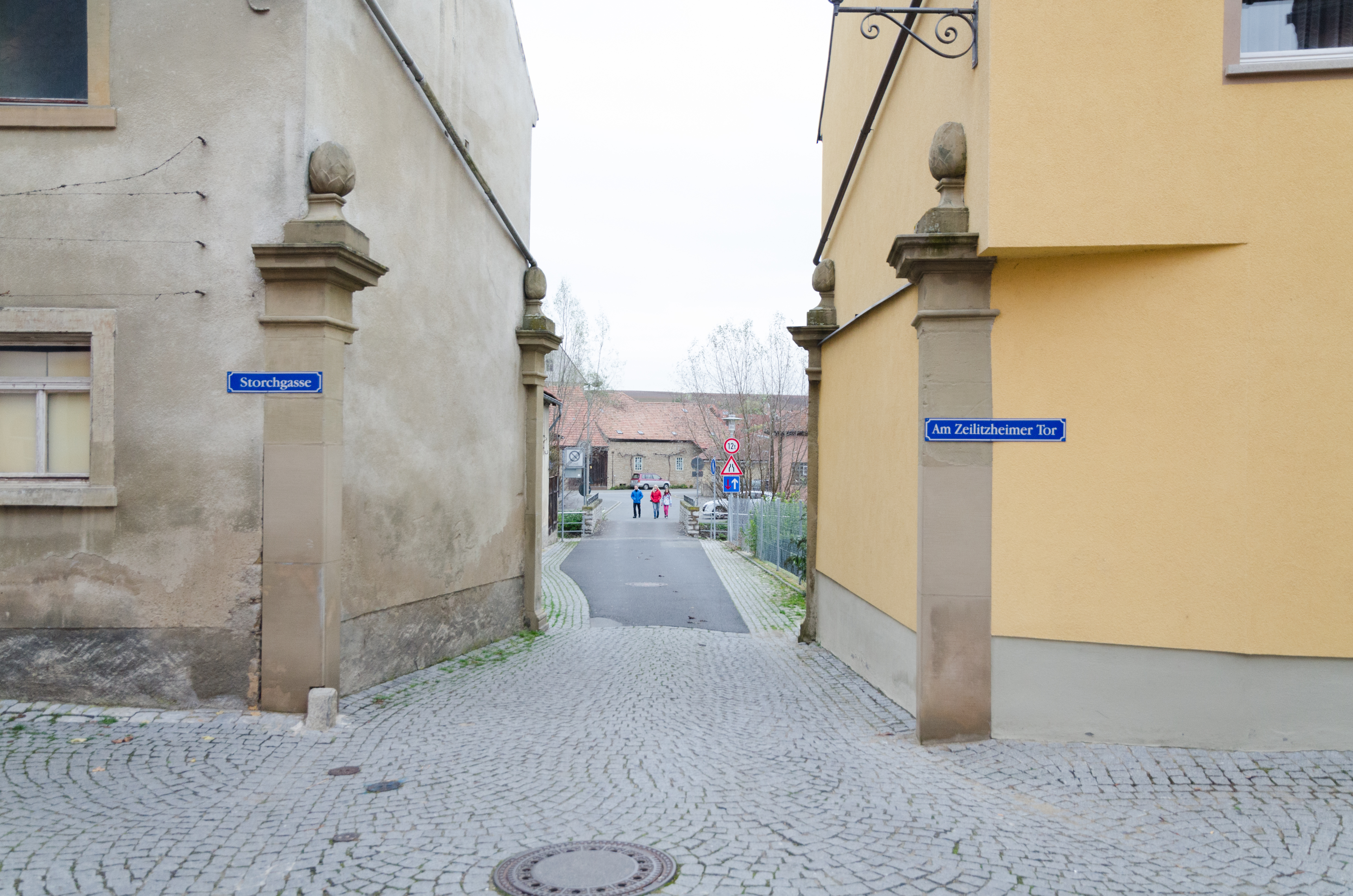
Das Zeilitzheimer Tor

Neben einzelnen Häusern griff die Kommission auch in die Straßenführung ein. Die einzelnen Straßen wurden breiter und es entstand die heutige Verbindung von Kreuzgasse zur Unteren Zwingergasse, die Sackgasse. Die ursprünglich sehr schmale, höchstens 1,5 m breite, Höfleinsgasse wurde auf die heutige Breite ausgebaut. Ein Durchbruch, die Stockgasse, verband den Gänseplatz mit der Kreuzgasse. Zudem entstand der Gänseplatz in seiner heutigen Erscheinungsform. Er wurde gepflastert und der im Zentrum des Platzes befindliche Brunnen wieder hergestellt.
Sehr früh stand auch bereits fest, dass die Altstadt einen weiteren Durchbruch erhalten sollte. Da das Löschwasser aus dem Main bzw. der Volkach lediglich durch die beiden Tore zum Brandherd geschafft werden konnte, war man bemüht, diesen Missstand zu beheben. Das Weihertor hinter dem Rathaus entstand ebenso wie das Zeilitzheimer Tor in unmittelbarer Nähe zum Brandherd. Die Kommission wies am 14. Oktober 1804 die Verantwortlichen der Stadt an, die neuen Tore auch mit Brücken zu erschließen.

### Weitere Folgen
Obwohl die Kommission bereits nach dem Brand von 1804 die Anschaffung neuer Löschwerkzeuge anmahnte, dauerte es noch einige Jahre, bis die Stadt diese Investitionen tätigte. Auslöser war ein erneuter Brand am 21. Oktober 1811. In der Folge erwarb die Stadt eine weitere Feuerspritze, die von zwei Pferden gezogen wurde. Zusätzlich stockte man die Schöpfgefäße auf und erwarb 150 neue Feuereimer zur Lagerung am Rathaus. Ebenso schaffte man 18 weitere Feuerhaken an. Außerdem publizierte man die alte Feuerordnung neu.